# Dufourspitze
Dufourspitze (på tysk bogstaveligt "Dufour's spids"; fransk: Pointe Dufour; italiensk: Punta Dufour rætoromansk: Piz da Dufour) også kendt som Monte Rosa, er et bjerg i Wallis-Alperne. Med dets 4.634 m.o.h. høje tinde, er det det næsthøjeste bjerg i Alperne og det højeste i Schweiz. Fra toppen er der udsigt til bl.a. Matterhorn og Gornergrat.
Bjerget er opkaldt efter Guillaume-Henri Dufour ; en schweizisk ingeniør som ledede Sonderbund kampagnen, efter færdiggørelsen af Dufourkarten, – en serie af militære topografiske kort skabt under kommando af Dufour.
Den første bestigning blev udført af John Birbeck, Charles Hudson, Ulrich Lauener, Christopher Smyth, James G. Smyth, Edward Stephenson, Matthäus Zumtaugwald og Johannes Zumtaugwald den 1. august 1855.